# Вулиця Чагарникова (Львів)
Ву́лиця Чагарнико́ва — вулиця в Залізничному районі Львова на Левандівці. Бічна вулиці Рудненська, від якої веде нумерацію будинків; проходить паралельно до Гайової. Вулиця має ґрунтове покриття, місцями залишився асфальт, хідників не має.

## Історія
З 1871 року вулиця називалася Загайник, з 1925 року — Лісова. У 1946 році отримала сучасну назву. Забудова: здебільшого одноповерхова садибна довоєнного часу, нові одно- та двоповерхові будівлі.

## Галерея

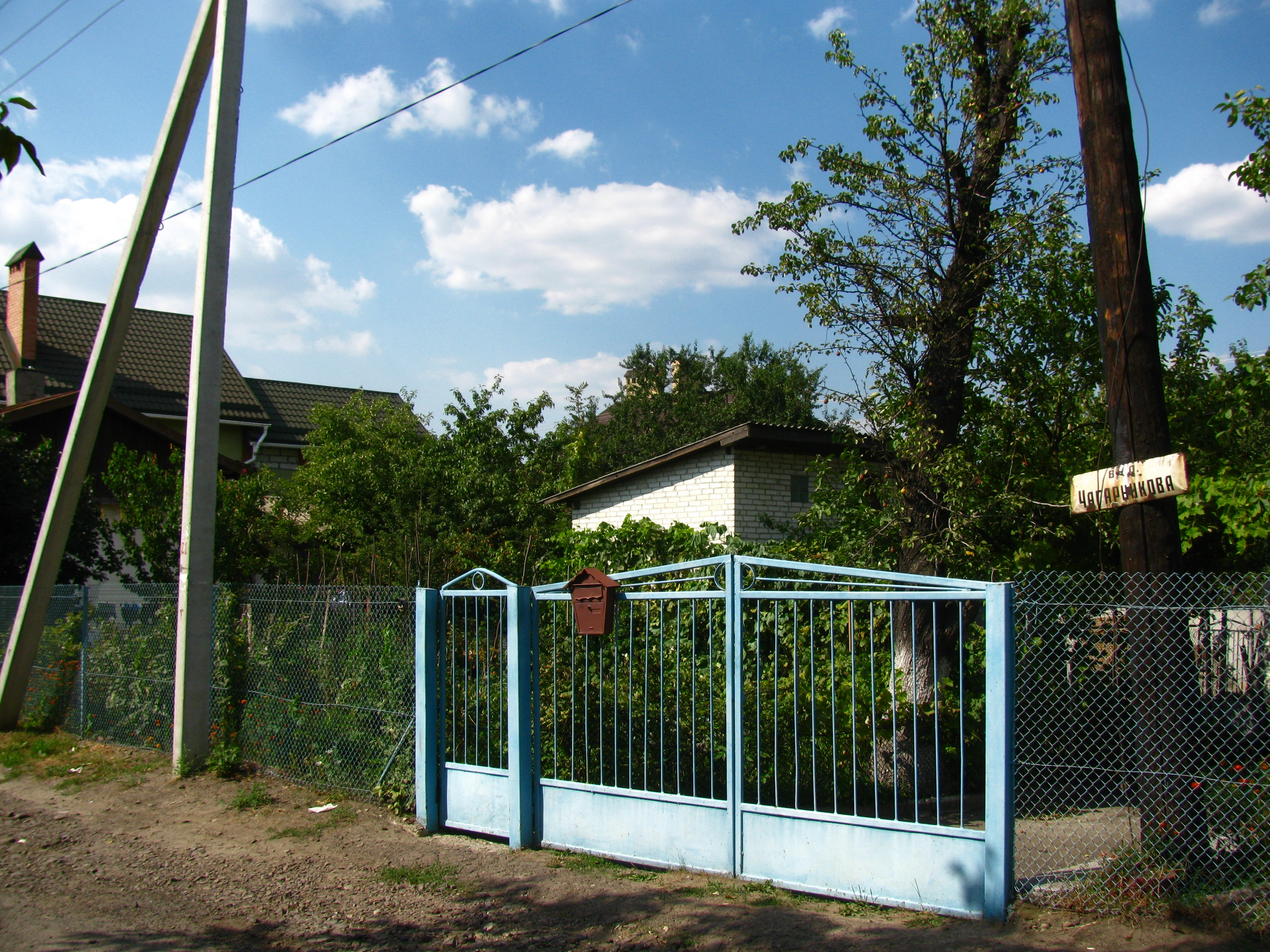
Початок вулиці (2013)
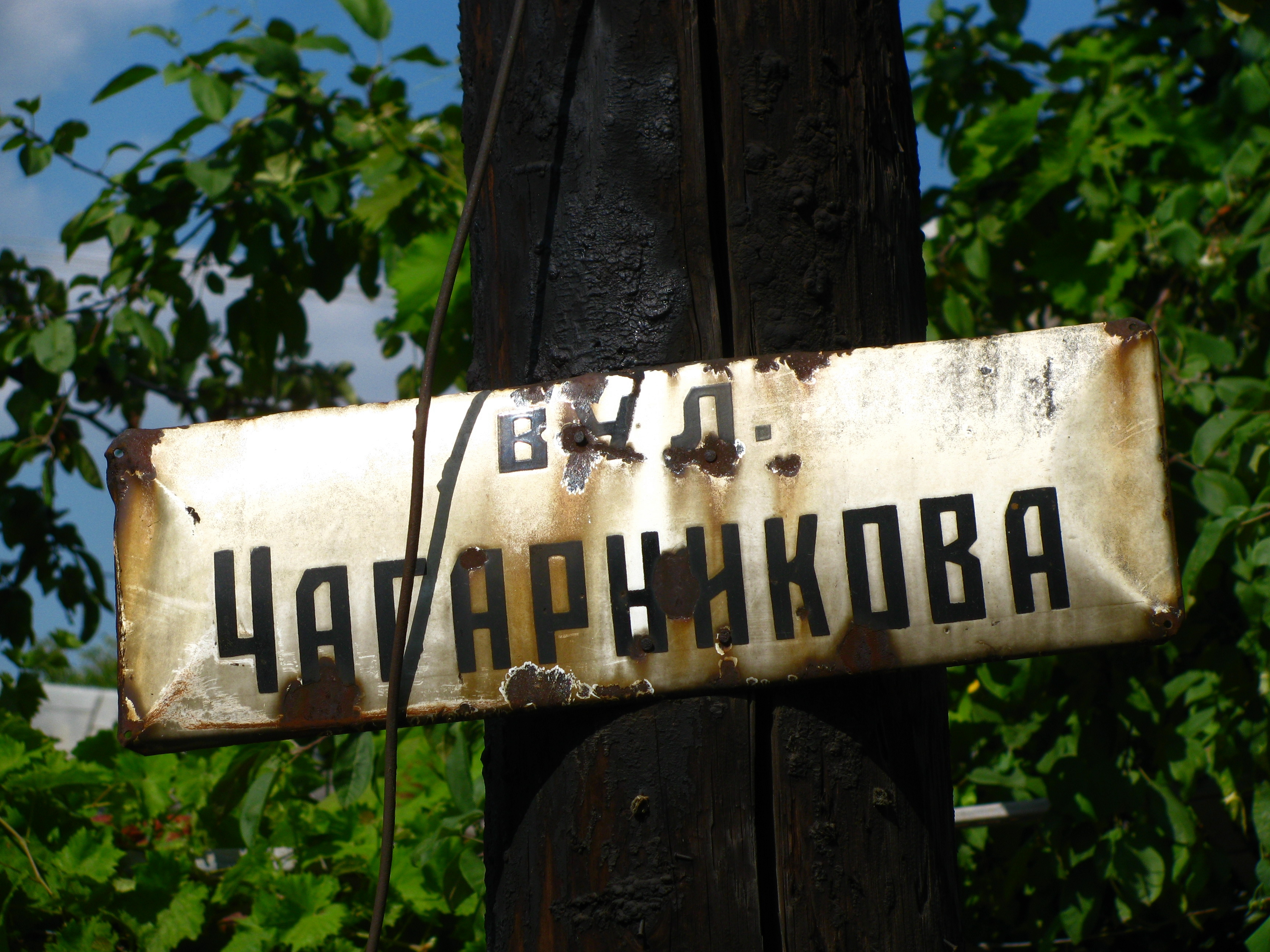
Вуличний вказівник, прикріплений до стовпа (2013)